# Östan om solen och nordan om jorden
"Östan om solen och nordan om jorden" är en svensk folksaga som bearbetats av Fridtjuv Berg.

## Handling
En bonde upptäcker att hans äng blivit nedtrampad under nätterna. När hans yngste son en natt gömmer sig i diket för att avslöja förövarna ser han vid gryningen tre duvor låta sina fjäderhamnar falla och duvorna förvandlas till tre jungfrur som dansar över ängen. Pojken gömmer fjäderhamnarna och kräver att jungfrurna förklarar vilka de är. De berättar att de kommer från slottet östan om solen och nordan om jorden och ber att få sina vingar tillbaka. Pojken kräver då att den vackraste jungfrun lovar att återvända för att gifta sig med honom, vilket hon accepterar.
Vid midnatt på bröllopsnatten anländer jungfrurna men måste återvända hem igen vid gryningen. Bruden berättar att hennes far som en gång rådde över slottet blev ihjälslagen av trollen som nu håller henne fången. Hon blir fri varje midnatt men måste vara åter före gryningen för att inte mista sitt liv. Hon ger honom en guldring och hennes två tärnor ger honom varsitt guldäpple.
Pojken ger sig strax iväg att söka efter slottet och på sin färd möter han två jättar som överlåter ett par stövlar till honom. Med stövlarna kan pojken ta 100 mil i varje kliv. Av andra jättar får han en kappa som gör bäraren osynlig och ett svärd vars udd dödar och fäste återuppväcker döda. Efter att ha rådfrågat tre gummor som vardera råder över djuren på marken, fiskarna i havet och fåglarna i luften om vägen till slottet flyger pojken dit på fågel Fenix rygg.
När han återlämnar guldföremålen känner jungfrurna genast igen honom. Kungadottern ber pojken lämna slottet innan trollen vaknar, men pojken lugnar henne att han med sina stövlar och svärd är både raskare och starkare än trollen som inte heller kommer att kunna se honom när han bär sin kappa. Pojken ställer sig utanför porten och när alla trollgubbarna, trollkäringarna och trollungarna en efter en förstenats av pojkens svärd och sparkats bort några hundra mil med hans stövlar återuppväcker han kungadotterns familj med sitt svärdfäste. Den gamle kungen gör pojken till kung och ger honom sin dotter till drottning.